# Дети Алого Короля
Дети Алого Короля (англ. Children of the Red King) — серия детских фэнтезийно-приключенческих романов британской писательницы Дженни Ниммо и впервые опубликованных издательством Egmont с 2002 по 2010 год. Её иногда называют «сериалом о Чарли Боне» (the Charlie Bone series) в честь главного героя, 12-летнего паренька, о нелёгкой жизни которого рассказывается в книгах серии. Первоначально была анонсирована серия из пяти книг, завершённая в 2006 году, и поэтому иногда сериал называли «Квинтет Красного Короля» (Red King Quintet) до своего продолжения.
В 2011—2013 годах опубликована трилогия-приквел «Хроники Красного Короля» (Chronicles of the Red King), рассказывающая историю Красного Короля. Две последующие книги, «Генри и стражи заблудших» (Henry and the Guardians of the Lost) и «Габриэль и призрачные спящие» (Gabriel and the Phantom Sleepers), были написаны через несколько лет после трилогии приквелов.
Первые пять книг на русском языке были опубликованы в 2006—2008 годах издательством «Азбука-классика».

## Книги серии
Основной цикл
- 2002 — «Скелеты в шкафу» (Midnight for Charlie Bone; на русском в переводе В. Б. Полищук — 2006)[1]
- 2002 — «Призрак из прошлого» (Charlie Bone And The Time Twister; на русском в переводе В. Б. Полищук — 2006)[1]
- 2004 — «Лазурный питон» (Charlie Bone And The Blue Boa; на русском в переводе В. Б. Полищук — 2006)[1]
- 2005 — «Зеркальный замок» (Charlie Bone And The Castle of Mirrors; на русском в переводе В. Б. Полищук — 2007)[1]
- 2006 — «Алый король» (Charlie Bone And The Hidden King; на русском в переводе М. Райнер — 2008)[1]
- 2007 — «Пустынный волк» (Charlie Bone And The Wilderness Wolf)
- 2008 — Charlie Bone and the Shadow of Badlock
- 2009 — Charlie Bone and the Red Knight

«Хроники Красного Короля» (Chronicles of the Red King, приквел)
- 2011 — The Secret Kingdom
- 2012 — Stones of Ravenglass
- 2013 — Leopards' Gold

Приквел
- 2016 — Henry and the Guardians of the Lost

Цикл Gabriel
- 2018 — Gabriel and the Phantom Sleepers

## Персонажи

### Дети
Чарли Бон (Charlie Bone)
Главный герой книг. Он считал себя самым обычным мальчиком, пока не обнаружился его дар — умение слышать голоса с фотографий.
Это произошло с одной стороны, из-за его родословной (Чарли родился в семье, в которой чуть ли не в каждом поколении были чародеи), а с другой стороны — из-за того, что в фотомастерской перепутали фотографии.
После обнаружения его дара, тётки Чарли — Лукреция, Юстасия и Венеция — отправили его в академию Блура — мрачное место, где учатся не только талантливые дети, но и
особо одарённые — оборотень, гипнотизёр, медиум, шаман и прочие.
Однако, эти одарённые живут не в мире — они раскололись на два лагеря, и время от времени между ними происходят небольшие «войны».
По иронии судьбы, Чарли стал сосредоточием добрых детей.
В его жизни и жизни его друзей всегда что-нибудь происходит — то надо кого-то спасать, то что-нибудь найти… Но без помощи дело не обходится — герою помогают чародей Скорпио, его волшебная палочка, его друзья, а в пятой книге даже оборотень Аза решил ему помочь, рискуя всем. Потомок Аморет — последнего ребёнка Алого Короля. Учится на музыкальном отделении академии Блура
Фиделио Дореми (Fidelio Gunn)
Приятель Чарли, его первый друг в академии. Он не особо одарённый, зато отменный музыкант (из-за чего часто не может помогать Чарли).
Всегда участвует во всех опасных авантюрах, в которые его незадачливый друг умудряется вляпываться.
Его дом служит надёжным хранилищем для некоторых вещей — например, вербены. Однако, в пятой книге кто-то смог украсть из дома «Двенадцать Колоколов Толли».
Учится на музыкальном отделении академии Блура.
Манфред Блур (Manfred Bloor)
Староста академии Блура, а затем и весьма именитая персона — «ассистент преподавателя». Ужасно противный парень, да к тому же ещё и гипнотизёр. Главный отрицательный персонаж.
Он один из тех, кому нравится мучить других людей…
Потомок Борлата, такого же тирана, старшего сына Алого короля. Учился на театральном отделении академии Блура. В пятой книге теряет дар гипноза, но взамен получает способность воспламенять, как и его предок Борлат.
Аза Пик (Asa Pike)
Рыжий прихвостень Манфреда, однако в последней книге помог Чарли вернуть отца(точнее, добыть Королевские слёзы, чтобы уже потом дело получилось)и спас Эмму Толли от Джошуа и его матери. Коварен и хитёр до мозга костей. Сопровождает усмешечками и ухмылочками практически каждое своё действие. Нынешний староста академии.
Происходит из племени дикарей, точнее, потомок Кафалла — сына Алого Короля, известного как «Кафалл Изменчивый», что означает, что его моральные ценности могут быть изменены, в ту или другую сторону, как это и произошло в 5 книге. Вероятно, это его качество можно отнести к его дару — он оборотень, то есть, меняет своё обличие. Учится на театральном отделении академии Блура до сих пор, потому что завалил экзамены. Но актёр из него никудышный.
Билли Гриф (Billy Raven)
Понимает язык животных. Друг Чарли, однако некоторое время шпионил на Блуров.
Потомок Амадиса, второго сына Алого Короля, у которого был сын Оуэйн, сильно похожий на Билли.
Кстати, Билли — законный владелец Зеркального замка и он может переселиться туда в любой момент.
Учится на музыкальном отделении академии Блура.
Зелда Добински (Zelda Dobinski)
Владеет даром телекинеза. «Подружка» Манфреда, как выразился Билли. Потомок Ольги — восьмого ребёнка Алого Короля.
К тому же, очень противная девчонка. Училась на театральном отделении академии Блура, но ушла раньше времени, потому что окончила школу экстерном
и поступила в университет, внезапно оказавшись гением математики.
Лизандр Вед (Lysander Sage)
Очень хороший парень и друг Чарли.
Может призывать духов своих предков и разговаривать с ними(кто-то вроде шамана).
Лучший друг Танкреда. У него есть сёстры — Александра и Гортензия, мать Джессамин и отец — Юджи Вед.
Происхождение его не совсем известно — Лизандр ведёт свой род от племени африканских шаманов, но имя ребёнка Алого Короля, от которого род Ведов происходил не названо.
Учится на художественном отделении академии Блура.
Танкред Торссон (Tancred Torsson)
Друг Лизандра. Скандинав, умеющий управлять погодой. У него есть одна странность — в его волосах непрерывно потрескивают молнии.
Потомок Петрелло — пятого ребёнка Алого Короля, умеющего управлять погодой.
Учится на художественном отделении академии Блура. Страдает арахнофобией(боится пауков).
Габриэль Муар (Gabriel Silk)
Медиум(умеет ощущать судьбу и переживания владельцев вещей). Второй после Фиделио друг Чарли в академии. Тот познакомился с ним совершенно случайно — из-за неразберихи
с чарлиным плащом.
Потомок Гуанхамары — очень доброй дочери Алого Короля. Учится на музыкальном отделении академии Блура. У него очень много хомячков.
Эмма Толли (Emma Tolly)
Умеет летать, превращаясь в птицу. Её Чарли и друзья спасли от гипноза Манфреда.
Потомок Томелео — четвёртого сына Алого Короля. Учится на художественном отделении академии Блура.
Оливия Карусел (Olivia Vertigo)
Хулиганка, которую постоянно оставляют после уроков.
Постоянно красит волосы в неестественные цвета.
Обладает даром создавать иллюзии.
Так же, как и Габриэль, она потомок Гуанхамары. Учится на театральном отделении Академии Блура.
Джошуа Тилпин (Joshua Tilpin)
Не самый приятный типчик. Обладает непривлекательной внешностью: серые глаза, маленькие уши и мышиные зубы. Тем не менее, владеет даром магнетизма.
Потомок Лилит — первой дочери Алого Короля. Учится на художественном отделении академии Блура.
Доркас Мор (Dorcas Loom)
Пухленькая и жизнерадостная девочка. Умеет заколдовывать одежду и боготворит тётку Венецию.
Её пухлая фигура часто становится поводом для шуток, особенно со стороны Азы (он называет её свиньёй, но возможно, он имел в виду, что «баранина», как Доркас назвал Манфред,
гораздо противнее на вкус, чем «свинина». Если кто забыл, то Аза оборотень, причём кровожадный.).
Потомок Лилит, также как и Джошуа.
Учится на художественном отделении академии Блура.
Идит и Инез Бранко (Branko Twins)
Две совершенно одинаковые девочки с ровными чёлочками, голубыми глазами и бледные, как восковые куклы.
Мастера телекинеза, как и их дальняя родственница, Зелда. Улыбаются только тогда, когда у кого-то неприятности.
Что они забыли в театральном отделении Блура, никто не знает.
Уна Комшар
Племянница Орвила Комшара. Ей всего 5,а она умеет становиться невидимой, её дарования хранят в тайне до тех пор, пока полностью не разовьются.

### Взрослые
Патон Юбим (Paton Yewbeam)
Дядя Чарли и наилучший его советник. Умеет управлять электричеством.
Сёстры Гризелда, Лукреция, Юстасия и Венеция Юбим (The sisters Grizelda (Bone), Lucretia, Eustacia and Venetia Yewbeam)
Главные антагонистки истории. Жуткие «ведьмы» и «гарпии». Пресмыкаются перед Блурами.
У Лукреции и Гризелды дара нет, Юстасия — ясновидящая, а Венеция — умеет заколдовывать одежду. Лукреция — надзирательница в академии Блура. Гризелда — бабушка Чарли.
Доктор Блур (Harold Bloor)
Директор академии и отец Манфреда.
Иезекииль Блур (Ezekiel Bloor)
Дряхлый старик, которому уже перевалило за сотню, а на вид — за двести.
Заставлял Билли шпионить на него. Коварный и злой колдун. Прадедушка Манфреда.
Эмми Бон (Джонс) (Amy Bone (née Jones)
Мать Чарли. Работает в зеленной лавке.
Мейзи Джонс (Maisie Jones)
Бабушка Чарли. Очень весёлая и энергичная.
Кухарка Дара
Главный помощник Чарли во всех делах.
Живёт в подпольном помещении в академии Блура, у неё есть сестра Перл.
Она одарена — владеет способностью приносить покой и уют.
Когда Даре было 16 лет, к ней в дом заявился Гримвалд, и захотел на ней жениться.
Та ему отказала, и, позднее, он утопил её жениха и семью.
Доктор Солтуэзер
Глава музыкального отделения.
Человек с очень добрым сердцем, руководит хором.
Реджинальд Палтри
Преподаёт духовые.
Ненавидит одарённых детей и не считает нужным это скрывать.
Курильщик.
Титания Тилпин (Мисс Кристалл)
Преподаёт скрипку. На самом деле, она мать Джошуа Тилпина.
Злая ведьма, в прошлом была влюблена в Лайелла Бона.
Миссис Вальс
Преподаёт струнные.
Мистер О’Коннор
Жизнерадостный курчавый мужчина.
Преподаёт гитару.
Мистер Хек
Преподаёт английский язык и историю.
Миссис Маск
Глава театрального отделения, придерживающаяся мнения: «Выражение себя важнее всего, в том числе и школьных правил».
Мистер Краплак (Сэмюэль Сверк)
Брат Рики Сверка, который под именем мистер Краплак искал его в академии Блура, одновременно преподавая искусство.
Джорат Юбим
Отец Иоланды.
Многоликий оборотень, уже не помнящий своего истинного обличия, настолько он древний.
Погиб вместе с Кристофером Карквиллом.
Иоланда Юбим (Белла Доннер)
Унаследовала дар своего отца и замок, но помнит своё истинное лицо.
Имя, под которым она училась в академии Блура, как заметил Габриэль, является игрой слов — «Белладонна», ядовитое растение.
Она смогла очаровать Азу, так как у них практически одинаковый дар.
Кристофер Карквилл
Опекун Билли. Он 6 лет просидел в тюрьме за преступление, которого не совершал.
Прятался у Элис Ангел. Утонул почти сразу после того, как вышел на свободу.
Элис Ангел
Красивая молодая женщина с белыми волосами и зелёными глазами.
Владелица магазина «Цветы от ангела». Украшала дом Оливии на её крестины и позже помогла ей обрести дар.
Была соседкой вышеупомянутой девочки.
Джулия Инглдью
Тайная пассия Патона, владелица книжного магазина и тётя Эммы.
Бартоломью Блур
Дедушка Манфреда.
Живёт со своей приёмной дочерью Нерен и женой в лесу, в коттедже.
Однако все Блуры думают, что он давно сгинул в Гималаях.
Онория и Орвил Комшарры
Супружеская пара, владеющая «Зоокафе», где чаще всего происходят заседания Чарли и его друзей.
У них есть пятилетняя племянница — Уна.
Очень интересно, но у Онории и Орвила огромная разница в росте.
Лайлелл Бон (Мистер Пилигрим)
Отец Чарли, муж Эми. Лайлелл не обладал особым даром, но был талантливым пианистом и органистом, играл в церквях на службе. На протяжении всей серии загнипнотизирован. В пятой книге Чарли нашёл его и «разбудил» от гипноза.